# Adamit
Adamit (en hebreo: אדמית) es un kibutz israelí fundado en el año 1959. Está situado en la Galilea occidental, cerca de la frontera con Líbano. Pertenece al Concejo Regional Mateh Asher.